# 高浜市立南中学校
高浜市立南中学校（たかはましりつ みなみちゅうがっこう）は、愛知県高浜市二池町にある市立中学校である。

## 愛称
地元の高浜市での愛称は「南中」である。しかし、隣接する碧南市に碧南市立南中学校があり、愛称が被るため、市をまたぐような活動のときは、「高南（中）」になる。
体育館の屋根には高浜市の地場産業である三州瓦が使用されており、また校歌の歌詞にも三州瓦が登場する。生徒のボランティア活動への参加など地域に密着した教育を目指している。

## 部活動
部活動は基本的に一人につき一つ入らなければならないこととなっているが、えんちょこ獅子部のみ他の部活動と兼部が可能である。2014年（平成26年）5月時点で活動が確認されている部活動は以下の通り。

### 運動部
- 野球部
- サッカー部
- ソフトボール部
- 男子バスケットボール部
- 女子バスケットボール部
- 男子卓球部
- 女子卓球部
- バレーボール部
- 男子テニス部
- 女子テニス部
- 陸上部
- 柔道部
- 剣道部

### 文化部
- 吹奏楽部
- パソコン部
- 美術部
- ボランティア部
- えんちょこ獅子部

## 著名な出身者
- 岩井俊介（プロ野球選手）
- 戸田懐生（プロ野球選手）